# Maximilian Lang
Maximilian Lang (* 1. November 1996) ist ein österreichischer Fußballtorwart.

## Karriere
Lang begann seine Karriere beim FC Dornbirn 1913. Im September 2012 stand er gegen die Red Bull Juniors erstmals im Kader der ersten Mannschaft von Dornbirn. Im März 2014 spielte er erstmals für die zweite Mannschaft von Dornbirn. Im Mai 2014 debütierte er für die erste Mannschaft in der Regionalliga, als er am 27. Spieltag der Saison 2013/14 gegen den SV Wals-Grünau in der 35. Minute für Dursun Karatay eingewechselt wurde, nachdem der Einsertormann Reuf Duraković vom Platz gestellt worden war.
Zur Saison 2014/15 wechselte er in die Schweiz zum unterklassigen FC Diepoldsau. Nach einer Saison im Ausland kehrte er zur Saison 2015/16 zu Dornbirn zurück, wo er wieder für die Zweitmannschaft zum Einsatz kommen sollte. Zur Saison 2016/17 wechselte er zum VfB Hohenems, für den er in jener Spielzeit zu einem Regionalligaeinsatz kam.
Nach einer Saison bei Hohenems kehrte er zu Dornbirn zurück. Mit Dornbirn stieg er 2019 in die 2. Liga auf. In der Aufstiegssaison 2018/19 kam er zu drei Einsätzen. Sein Debüt in der zweithöchsten Spielklasse gab er im März 2020, als er am 19. Spieltag der Saison 2019/20 gegen den SK Austria Klagenfurt in der Startelf stand. In dreieinhalb Spielzeiten kam er zu insgesamt 22 Zweitligaeinsätzen, zumeist hatte er das Nachsehen gegenüber den Stammtorhütern Lucas Bundschuh (2019–2022) und Justin Ospelt (2022).
Im Jänner 2023 wurde er an das drittklassige Schwarz-Weiß Bregenz verliehen. Für Bregenz kam er allerdings nur zweimal zum Einsatz. Zur Saison 2023/24 kehrte er nicht mehr nach Dornbirn zurück, sondern wechselte zum Schweizer Fünftligisten FC Widnau. Für Widnau kam er zu zwölf Einsätzen in der 2. Liga interregional.
Im Jänner 2024 kehrte er wieder nach Österreich zurück und wechselte zum fünftklassigen FC Bizau.